# Нижняя Кня
Нижняя Кня (тат. Түбән Кенә) — село в Балтасинском районе Республики Татарстан. Входит в состав Карадуванского сельского поселения.

## История
Село начинает упоминаться с 1678 года. До 30-х годов XX века была известна как Байчуринский Ключ. В дореволюционных источниках также упоминается под названиями Починок Бискуринской и Анля. В период с XVIII по 1-ю половину XIX века население села относилось к категории государственных крестьян.
В «Списке населённых мест Российской империи», изданном в 1866 году по сведениям 1859 года, населённый пункт упомянут как казённая деревня Байчуринский Ключ (Старая Кня) Казанского уезда Казанской губернии (2-го стана). Располагалась при речке Баклаушке, по левую сторону Сибирского почтового тракта, в 90 верстах от уездного и губернского города Казани и в 30 верстах от становой квартиры в городе Арске. В деревне, в 50 дворах проживали 444 человека (211 мужчин и 233 женщины), была мечеть.
Административная принадлежность села в разные годы:
| Период    | Административная единица                                 |
| --------- | -------------------------------------------------------- |
| до 1920   | Балтасинская волость Казанского уезда Казанской губернии |
| 1920-1930 | Арский кантон Татарской АССР                             |
| 1930-1932 | Тюнтерский район Татарской АССР                          |
| 1932-1963 | Балтасинский район Татарской АССР                        |
| 1963-1965 | Арский район Татарской АССР                              |
| 1965-1991 | Балтасинский район Татарской АССР                        |
| 1991-н.в. | Балтасинский район Республики Татарстан                  |

## Географическое положение
Село расположено на севере Татарстана, в юго-западной части Балтасинского района, в северной части сельского поселения, на берегах реки Хотня. Расстояние до районного центра (посёлка городского типа Балтаси) — 9 км. Абсолютная высота — 105 метров над уровнем моря. Ближайшие населённые пункты — Верхняя Кня, Княбаш, Тау Зары, Арбаш, Карадуван.

## Население
По данным всероссийской переписи 2010 года численность населения села составляла 316 человек.
| 1859 | 1897 | 1908 | 1920 | 1926 | 1938 | 1949 | 1958 | 1970 | 1979 | 1989 | 2002 | 2010 |
| ---- | ---- | ---- | ---- | ---- | ---- | ---- | ---- | ---- | ---- | ---- | ---- | ---- |
| 444  | 739  | 852  | 1000 | 917  | 889  | 514  | 474  | 424  | 331  | 307  | 315  | 316  |

В национальном составе населения преобладают татары.

## Экономика и инфраструктура
Основным видом хозяйственной деятельности для жителей села является скотоводство.

В селе имеются сельский клуб, школа (МБОУ «Книнская ООШ»), детский сад, фельдшерско-акушерский пункт, отделение связи и мечеть. Общая площадь жилого фонда села — 4,85 тыс. м².

Уличная сеть Нижней Кни состоит из 6 улиц.